# باشگاه فوتبال آ.ث. میلان در فصل ۱۴–۲۰۱۳
فصل ۱۴–۲۰۱۳ هشتادمین فصل حضور آ.ث. میلان در سری آ و ۳۱مین سال متوالی حضور میلان در سطح اول فوتبال ایتالیاست.

## لباس تیم
| لباس اول | لباس دوم | لباس سوم |  |

| لباس اول دروازه‌بان | لباس دوم دروازه‌بان | لباس سوم دروازه‌بان |

## بازیکنان

### ترکیب فعلی
از تاریخ ۲۲ ژوئن ۲۰۱۳
| شماره |         | نقش       | بازیکن                      |
| ----- | ------- | --------- | --------------------------- |
| ۱     | ایتالیا | دروازه‌بان | مارکو آملیا                 |
| ۲     | ایتالیا | مدافع     | متیا دی‌شیلیو                |
| ۴     | غنا     | هافبک     | سولی مونتاری                |
| ۵     | فرانسه  | مدافع     | فیلیپه مکسز                 |
| ۷     | برزیل   | مهاجم     | روبینیو                     |
| ۸     | ایتالیا | هافبک     | ریکاردو ساپونارا            |
| ۱۰    | ژاپن    | هافبک     | کیسوکه هوندا                |
| ۱۱    | ایتالیا | مهاجم     | جامپائولو پاتزینی           |
| ۱۳    | فرانسه  | مدافع     | عادل رامی                   |
| ۱۴    | اسلوونی | هافبک     | والتر بیرسا                 |
| ۱۵    | غنا     | هافبک     | مایکل اسین                  |
| ۱۶    | ایتالیا | هافبک     | آندریا پولی                 |
| ۱۷    | کلمبیا  | مدافع     | کریستین زاپاتا              |
| ۱۸    | ایتالیا | هافبک     | ریکاردو مونتولیوو (کاپیتان) |
| ۲۰    | ایتالیا | مدافع     | ایگنازیو آباته              |

| شماره |          | نقش       | بازیکن                                |
| ----- | -------- | --------- | ------------------------------------- |
| ۲۱    | گینه     | هافبک     | کوین کنستانت                          |
| ۲۲    | برزیل    | هافبک     | کاکا (کاپیتان دوم)                    |
| ۲۳    | مراکش    | هافبک     | عادل تعرابت (قرضی از QPR)             |
| ۲۴    | ایتالیا  | هافبک     | برایان کریستانته                      |
| ۲۵    | ایتالیا  | مدافع     | دنیله بونرا                           |
| ۲۶    | آرژانتین | مدافع     | ماتیاس سیلوستره (قرضی از اینتر میلان) |
| ۲۸    | هلند     | هافبک     | اوربی امانوئلسون                      |
| ۳۲    | ایتالیا  | دروازه‌بان | کریستین آبیاتی                        |
| ۳۴    | هلند     | هافبک     | نایجل دی یانگ                         |
| ۳۵    | ایتالیا  | دروازه‌بان | فردیناندو کوپولا                      |
| ۳۷    | ایتالیا  | مهاجم     | آندره‌آ پتانیا                         |
| ۴۵    | ایتالیا  | مهاجم     | ماریو بالوتلی                         |
| ۵۹    | برزیل    | دروازه‌بان | گابریل                                |
| ۸۱    | ایتالیا  | مدافع     | کریستین زاکاردو                       |
| ۹۲    | ایتالیا  | مهاجم     | استفان الشعراوی                       |

### ترکیب لیگ قهرمانان اروپا

#### فهرست آ
از تاریخ ۴ فوریه ۲۰۱۴
| شماره |         | نقش       | بازیکن                      |
| ----- | ------- | --------- | --------------------------- |
| ۱     | ایتالیا | دروازه‌بان | مارکو آملیا                 |
| ۲     | ایتالیا | مدافع     | متیا دی‌شیلیو                |
| ۴     | غنا     | هافبک     | سولی مونتاری                |
| ۵     | فرانسه  | مدافع     | فیلیپه مکسز                 |
| ۷     | برزیل   | مهاجم     | روبینیو                     |
| ۱۱    | ایتالیا | مهاجم     | جامپائولو پاتزینی           |
| ۱۳    | فرانسه  | مدافع     | عادل رامی                   |
| ۱۴    | اسلوونی | هافبک     | والتر بیرسا                 |
| ۱۵    | غنا     | هافبک     | مایکل اسین                  |
| ۱۶    | ایتالیا | هافبک     | آندریا پولی                 |
| ۱۷    | کلمبیا  | مدافع     | کریستین زاپاتا              |
| ۱۸    | ایتالیا | هافبک     | ریکاردو مونتولیوو (کاپیتان) |

| شماره |         | نقش       | بازیکن                    |
| ----- | ------- | --------- | ------------------------- |
| ۲۰    | ایتالیا | مدافع     | ایگنازیو آباته            |
| ۲۱    | گینه    | هافبک     | کوین کنستانت              |
| ۲۲    | برزیل   | هافبک     | کاکا (کاپیتان دوم)        |
| ۲۴    | ایتالیا | هافبک     | برایان کریستانته          |
| ۲۵    | ایتالیا | مدافع     | دنیله بونرا               |
| ۲۷    | مراکش   | هافبک     | عادل تعرابت (قرضی از QPR) |
| ۲۸    | هلند    | هافبک     | اوربی امانوئلسون          |
| ۳۲    | ایتالیا | دروازه‌بان | کریستین آبیاتی            |
| ۳۴    | هلند    | هافبک     | نایجل دی یانگ             |
| ۳۵    | ایتالیا | دروازه‌بان | فردیناندو کوپولا          |
| ۴۵    | ایتالیا | مهاجم     | ماریو بالوتلی             |
| ۸۱    | ایتالیا | مدافع     | کریستین زاکاردو           |

#### فهرست بی
| شماره |         | نقش   | بازیکن        |
| ----- | ------- | ----- | ------------- |
| ۳۱    | اسلوونی | هافبک | زان بندچیچ    |
| ۳۶    | ایتالیا | هافبک | لوکا لوتی     |
| ۳۷    | ایتالیا | مهاجم | آندره‌آ پتانیا |
| ۳۸    | ایتالیا | هافبک | مارکو پیناتو  |

| شماره |                 | نقش       | بازیکن          |
| ----- | --------------- | --------- | --------------- |
| ۳۹    | ایتالیا         | دروازه‌بان | الکس پدونه      |
| ۴۰    | بوسنی و هرزگوین | مهاجم     | آندری مودیچ     |
| ۶۱    | ایتالیا         | مدافع     | لورنزو فراری    |
| ۹۲    | ایتالیا         | مهاجم     | استفان الشعراوی |

### ترتیب کاپیتان‌ها
1. ریکاردو مونتولیوو
2. کاکا
3. کریستین آبیاتی
4. دنیله بونرا
5. فیلیپه مکسز
6. مارکو آملیا

## پیش فصل و بازی‌های دوستانه
تمرینات روسونری از ۸ ژوئیه ۲۰۱۳ آغاز شد. آن‌ها در مسابقات دوستانه مختلفی حاضر شدند.

### دوستانه
| ۲۰ ژوئیه ۲۰۱۳ دوستانه | آ.ث. میلان                                                  | ۵ – ۱ | پرگولتسه   | کارناگو، ایتالیا                     |
| ۱۷:۳۰ CEST            | ترائوره ۱۹'امانوئلسون ۳۰' · روبینیو ۳۲'بواتنگ ۶۱'پتانیا ۷۵' |       | زانولا ۸۹' | ورزشگاه: میلانلو تماشاگران: c. ۴٬۰۰۰ |

| ۲۳ ژوئیه ۲۰۱۳ تیم کاپ                                   | یوونتوس      | ۰ – ۰ (۶–۷ پنالتی)                                      | آ.ث. میلان | رجو نل امیلیا، ایتالیا                                     |
|                                                         |              |                                                         |            | ورزشگاه: سیتا دل تریکولوره داور: آندره‌آ گرواسونی (ایتالیا) |
|                                                         | ضربات پنالتی |                                                         |            |                                                            |
| ویدال لیششتاینر توس آساموآ ووچینیچ پلوسو دی‌سیلیه پادوین |              | روبینیو دی‌یانگ مکسز نیانگ نوچرینو بونرا ترائوره زاکاردو |            |                                                            |
| یادداشت: مسابقه ۴۵ دقیقه‌ای                              |              |                                                         |            |                                                            |

| ۲۳ ژوئیه ۲۰۱۳ تیم کاپ      | ساسولو          | ۲ – ۱ | آ.ث. میلان | رجو نل امیلیا، ایتالیا                                     |
|                            | ماسوچی ۱۲'، ۴۵' |       | پتانیا ۴'  | ورزشگاه: سیتا دل تریکولوره داور: آندره‌آ گرواسونی (ایتالیا) |
| یادداشت: مسابقه ۴۵ دقیقه‌ای |                 |       |            |                                                            |

| ۲۷ ژوئیه ۲۰۱۳ اینترنشنال چمپیونز کاپ | والنسیا   | ۱ – ۲      | آ.ث. میلان             | والنسیا، اسپانیا                                                      |
| ۲۰:۰۰ CEST                           | پارخو ۵۳' | گزارش بازی | روبینیو ۲۱' دی‌یانگ ۳۸' | ورزشگاه: مستایا تماشاگران: ۱۷٬۰۰۰ داور: کارلوس آلبرتو کاربونل هرناندز |

| ۳۱ ژوئیه ۲۰۱۳ آئودی کاپ | منچستر سیتی                              | ۵ – ۳      | آ.ث. میلان                 | مونیخ، آلمان                                                    |
| ۱۸:۱۵ CEST              | سیلوا ۳'ریچاردز ۱۹'کلاروف ۲۲'ژکو ۳۳' ۳۶' | گزارش بازی | الشعراوی ۳۷' ۳۹'پتانیا ۴۳' | ورزشگاه: آلیانتس آرنا تماشاگران: ۳۵٬۰۰۰ داور: پیتر شیپل (آلمان) |

| ۱ اوت ۲۰۱۳ آئودی کاپ | آ.ث. میلان         | ۱ – ۰      | سائوپائولو | مونیخ، آلمان                                                    |
| ۱۶:۰۰ EDT            | کینگزلی بواتنگ ۵۲' | گزارش بازی |            | ورزشگاه: آلیانتس آرنا تماشاگران: ۳۵٬۰۰۰ داور: گونتر پرل (آلمان) |

| ۴ اوت ۲۰۱۳ اینترنشنال چمپیونز کاپ | آ.ث. میلان | ۰ – ۲ | چلسی                     | رادرفورد شرقی، نیوجرسی، آمریکا                                     |
| ۱۸:۳۰ EDT                         |            |       | ده بروین ۲۹'شورله ۹۰'+۱' | ورزشگاه: مت‌لایف تماشاگران: ۳۹٬۷۶۴ داور: خوزه کارلوس ریورا (آمریکا) |

| ۷ اوت ۲۰۱۳ اینترنشنال چمپیونز کاپ | لس‌آنجلس گلکسی | ۰ – ۲ | آ.ث. میلان           | میامی گاردنز، فلوریدا، آمریکا                              |
| ۱۸:۳۰ EDT                         |               |       | بالوتلی ۱۷'نیانگ ۴۰' | ورزشگاه: سان لایف تماشاگران: ۶۷٬۲۷۳ داور: تد آنکل (آمریکا) |

| ۱۷ اوت ۲۰۱۳ دوستانه | آ.ث. میلان | ۱۱ – ۰ | درتونا | کارناگو، ایتالیا                     |
| ۱۷:۳۰ CEST          | نوچرینو ۱۷'بالوتلی ۲۱'، ۴۲'سیلوستره ۳۱'الشعراوی ۳۴'مونتاری ۴۸'زاکاردو ۵۸'پتانیا ۶۵'دیمیتریو ۷۷' (og)نیانگ ۸۱'، ۸۸' |        |        | ورزشگاه: میلانلو تماشاگران: c. ۱٬۰۰۰ |

| ۷ سپتامبر ۲۰۱۳ دوستانه | کیازو | ۰ – ۴ | آ.ث. میلان                                    | کیازو، سوئیس                             |
| ۱۸:۰۰ CEST             |       |       | نوچرینو ۷'سیلوستره ۲۳'روبینیو ۴۰'ساپونارا ۸۶' | ورزشگاه: کوموناله داور: لوکا گات (سوئیس) |

| ۱۳ اکتبر ۲۰۱۳ جشن ۱۰۰سالگی کان | کان                        | ۳–۰        | آ.ث. میلان | کان، فرانسه                                                          |
| ۱۷:۰۰ CEST                     | آپیا ۳'دوهامل ۱۷'کویتا ۵۵' | گزارش بازی |            | ورزشگاه: میشل دی اورنانو تماشاگران: ۱۴٬۱۲۹ داور: فردی فوترل (فرانسه) |

| ۱۶ نوامبر ۲۰۱۳ دوستانه | یانگ بویز برن      | ۱–۳        | آ.ث. میلان                        | برن, سوئیس                                                 |
| ۱۸:۳۰ CEST             | رافائل نوتزولو ۳۹' | گزارش بازی | کاکا ۵۶'ساپونارا ۷۱'کریستانته ۷۴' | ورزشگاه: وانکدورف تماشاگران: ۱۲٬۲۷۲ داور: آلن بیری (سوئیس) |

## بازی‌های رسمی

### سری آ
این فصل در تاریخ ۲۴ اوت ۲۰۱۳ آغاز شد و در تاریخ ۱۸ مه ۲۰۱۴ به پایان می‌رسد.

#### جدول سری آ
| رتبه | تیم         | بازی | برد | مساوی | باخت | زده | خورده | تفاضل | امتیاز |
| ---- | ----------- | ---- | --- | ----- | ---- | --- | ----- | ----- | ------ |
| ۱    | یوونتوس     | ۳۲   | ۲۷  | ۳     | 2    | ۶۹  | ۲۲    | ۴۷+   | ۸۴     |
| ۲    | رم          | ۳۲   | ۲۳  | ۷     | ۲    | ۶۵  | ۱۸    | ۴۷+   | ۷۶     |
| ۳    | ناپولی      | ۳۲   | ۱۹  | ۷     | ۶    | ۵۹  | ۳۳    | ۲۶+   | ۶۴     |
| ۴    | فیورنتینا   | ۳۲   | ۱۶  | ۷     | ۹    | ۵۱  | ۳۴    | ۱۷+   | ۵۵     |
| ۵    | اینتر میلان | ۳۲   | ۱۲  | ۱۴    | ۶    | ۵۱  | ۳۵    | ۱۶+   | ۵۰     |
| ۶    | پارما       | ۳۲   | ۱۳  | ۱۱    | ۸    | ۵۲  | ۴۱    | ۱۱+   | ۵۰     |
| ۷    | لاتزیو      | ۳۲   | ۱۳  | ۹     | ۱۰   | ۴۲  | ۴۰    | ۲+    | ۴۸     |
| ۸    | آتالانتا    | ۳۲   | ۱۴  | ۴     | ۱۴   | ۳۷  | ۴۱    | ۴-    | ۴۶     |
| ۹    | هلاس ورونا  | ۳۲   | ۱۴  | ۴     | ۱۴   | ۴۷  | ۵۲    | ۵-    | ۴۶     |
| ۱۰   | تورینو      | ۳۲   | ۱۲  | ۹     | ۱۱   | ۴۷  | ۴۱    | ۶+    | ۴۵     |
| ۱۱   | آ.ث. میلان  | ۳۲   | ۱۱  | ۹     | ۱۱   | ۴۹  | ۴۴    | ۵+    | ۴۵     |
| ۱۲   | سمپدوریا    | ۳۲   | ۱۱  | ۸     | ۱۳   | ۴۰  | ۴۵    | ۵-    | ۴۱     |
| ۱۳   | جنوا        | ۳۲   | ۱۰  | ۹     | ۱۲   | ۳۵  | ۴۱    | ۶-    | ۳۹     |
| ۱۴   | اودینزه     | ۳۲   | ۱۱  | ۵     | ۱۶   | ۳۵  | ۴۴    | ۹-    | ۳۸     |
| ۱۵   | کالیاری     | ۳۲   | ۷   | ۱۱    | ۱۴   | ۳۰  | ۴۴    | ۱۴-   | ۳۲     |
| ۱۶   | کیه‌وو       | ۳۲   | ۷   | ۶     | ۱۹   | ۲۶  | ۴۷    | ۲۱-   | ۲۷     |
| ۱۷   | بولونیا     | ۳۲   | ۵   | ۱۲    | ۱۵   | ۲۶  | ۵۰    | ۲۴-   | ۲۷     |
| ۱۸   | لیورنو      | ۳۲   | ۶   | ۷     | ۱۹   | ۳۴  | ۶۰    | ۲۶-   | ۲۵     |
| ۱۹   | ساسولو      | ۳۲   | ۶   | ۶     | ۲۰   | ۳۱  | ۶۱    | ۳۰-   | ۲۴     |
| ۲۰   | کاتانیا     | ۳۲   | ۴   | ۸     | ۲۰   | ۲۴  | ۵۷    | ۳۳-   | ۲۰     |

#### امتیازات
| مجموع | مجموع  | مجموع | مجموع | مجموع | مجموع | مجموع | مجموع | خانه | خانه | خانه | خانه | خانه | خانه | مهمان | مهمان | مهمان | مهمان | مهمان | مهمان |
| بازی  | امتیاز | پ     | ت     | ش     | گ‌ز    | گ‌خ    | ت‌گ    | پ    | ت    | ش    | گ‌ز   | گ‌خ   | ت‌گ   | پ     | ت     | ش     | گ‌ز    | گ‌خ    | ت‌گ    |
| ----- | ------ | ----- | ----- | ----- | ----- | ----- | ----- | ---- | ---- | ---- | ---- | ---- | ---- | ----- | ----- | ----- | ----- | ----- | ----- |
| ۳۴    | ۵۱     | ۱۴    | ۹     | ۱۱    | ۵۳    | ۴۴    | ۹+    | ۹    | ۴    | ۴    | ۲۵   | ۱۶   | ۹+   | ۵     | ۵     | ۷     | ۲۸    | ۲۸    | ۰     |

آخرین بروزرسانی: ۱۹ آوریل 2014

منبع: Competitive matches

پ = پیروزی؛ ت = تساوی؛ ش = شکست؛ گ‌ز = گل زده؛ گ‌خ = گل خورده؛ ت‌گ = تفاضل گل

#### بازی به بازی
| هفته  | ۱  | ۲ | ۳ | ۴  | ۵  | ۶ | ۷  | ۸ | ۹  | ۱۰ | ۱۱ | ۱۲ | ۱۳ | ۱۴ | ۱۵ | ۱۶ | ۱۷ | ۱۸ | ۱۹ | ۲۰ | ۲۱ | ۲۲ | ۲۳ | ۲۴ | ۲۵ | ۲۶ | ۲۷ | ۲۸ | ۲۹ | ۳۰ | ۳۱ | ۳۲ | ۳۳ | ۳۴ | ۳۵ | ۳۶ | ۳۷ | ۳۸ |
| ----- | -- | - | - | -- | -- | - | -- | - | -- | -- | -- | -- | -- | -- | -- | -- | -- | -- | -- | -- | -- | -- | -- | -- | -- | -- | -- | -- | -- | -- | -- | -- | -- | -- | -- | -- | -- | -- |
| زمین  | م  | م | م | خ  | م  | خ | م  | خ | م  | خ  | م  | م  | خ  | م  | م  | خ  | م  | خ  | م  | خ  | م  | خ  | م  | خ  | م  | خ  | م  | خ  | م  | م  | خ  | م  | خ  | خ  | م  | خ  | م  | خ  |
| نتیجه | ش  | پ | ت | ش  | ت  | پ | ش  | پ | ش  | ت  | ش  | ت  | ت  | پ  | ت  | ت  | ش  | پ  | ش  | پ  | پ  | ت  | ش  | پ  | پ  | ش  | ش  | ش  | ت  | پ  | پ  | پ  | پ  | پ  |    |    |    |    |
| وضعیت | ۱۴ | ۶ | ۹ | ۱۱ | ۱۲ | ۹ | ۱۲ | ۸ | ۱۰ | ۱۰ | ۱۱ | ۱۰ | ۱۳ | ۸  | ۹  | ۱۰ | ۱۳ | ۱۱ | ۱۱ | ۱۱ | ۹  | ۱۰ | ۱۱ | ۱۰ | ۹  | ۱۰ | ۱۰ | ۱۱ | ۱۲ | ۱۲ | ۱۱ | ۱۱ | ۸  | ۶  |    |    |    |    |

آخرین بروزرسانی: ۳۰ اکتبر ۲۰۱۳.
منبع: Competitive matches

زمین: م = مهمان، خ = خانه. نتیجه: ت = تساوی، ش = شکست، پ = پیروزی.

#### مسابقات
| ۲۴ اوت ۲۰۱۳ ۱ | هلاس ورونا                                 | ۲ – ۱      | میلان                                               | ورونا                                                                     |
| ۱۸:۰۰ CEST    | جورجینیو '۲۰ · تونی ۳۰'، ۵۳' · یانکویچ '۴۱ | گزارش بازی | پولی ۱۴' · مونتولیوو '۲۶ · زاپاتا '۵۰ · بالوتلی '۹۰ | ورزشگاه: مارکو آنتونیو بنتگودی تماشاگران: ۲۵٬۱۶۴ داور: جان‌پائولو کالوارسه |

| ۱ سپتامبر ۲۰۱۳ ۲ | میلان                                            | ۳ – ۱      | کالیاری              | میلان                                                 |
| ۲۰:۴۵ CEST       | روبینیو ۸' · مکسز ۳۰' · بالوتلی ۶۲' · دی‌یانگ '۷۰ | گزارش بازی | سائو ۳۲' · کونتی '39 | ورزشگاه: سن سیرو تماشاگران: ۳۰٬۴۷۱ داور: کارمینه روسو |

| ۱۵ سپتامبر ۲۰۱۳ ۳ | تورینو                                             | ۲ – ۲      | میلان                                                          | تورین                                                     |
| ۲۰:۴۵             | د آمبروسیو ۴۳' · الکدوری '۶۴ · چرچی ۷۱' · ژلیک '۸۸ | گزارش بازی | زاپاتا '۴۵+۱ · مونتاری ۸۷' · پولی '۸۷ · بالوتلی ۹۰+۷' (پنالتی) | ورزشگاه: المپیک تورین تماشاگران: ۱۵٬۰۰۰ داور: داویده ماسا |

| ۲۲ سپتامبر ۲۰۱۳ ۴ | میلان                                            | ۱ – ۲      | ناپولی                       | میلان                                               |
| ۲۰:۴۵             | پولی '۶۲ · دی‌یانگ '۶۷ · بالوتلی '۵۷ '۹۰+۴, ۹۰+۱' | گزارش بازی | بریتوس ۶', '۸۵ · ایگواین ۵۴' | ورزشگاه: سن سیرو تماشاگران: ۵۱٬۳۸۴ داور: لوکا بانتی |

| ۲۵ سپتامبر ۲۰۱۳ ۵ | بولونیا                                                                                           | ۳ – ۳      | میلان                                                        | بولونیا                                                        |
| ۲۰:۴۵             | لازالت ۳۳'، ۵۲' · پاتزینتزا '۳۱ · کریستودولوپوس '۴۳ · منتووانی '۶۰ · کریستالدو ۶۲' · دیامانتی '۸۸ | گزارش بازی | دی‌یانگ '۹ · پولی ۱۲' · نیانگ '۷۸ · روبینیو ۸۹' · آباته ۹۰+۲' | ورزشگاه: رناتو دلارا تماشاگران: ۲۰٬۰۰۰ داور: پائولو تاگلیاونتو |

| ۲۹ سپتامبر ۲۰۱۳ ۶ | میلان     | ۱ – ۰      | سمپدوریا                           | میلان                                                     |
| ۲۰:۴۵             | بیرسا ۴۶' | گزارش بازی | کاستا '۱۴ گاواتزی '۳۴ کرستیسیچ '۷۳ | ورزشگاه: سن سیرو تماشاگران: ۳۱٬۵۷۵ داور: سباستیانو پروتزو |

| ۶ اکتبر ۲۰۱۳ ۷ | یوونتوس                                                   | ۳ – ۲      | میلان                                                            | تورین                                                 |
| ۲۰:۴۵          | آندره‌آ پیرلو ۱۵' · بونوچی '۲۳ · جووینکو ۶۹' · کیه‌لینی ۷۵' | گزارش بازی | مونتاری ۱'، ۹۰', '۹۰+۱ · دی‌یانگ '۱۴ · کنستانت '۱۷ · مکسز '۶۹ '۷۴ | ورزشگاه: یوونتوس تماشاگران: ۳۹٬۵۹۴ داور: جان‌لوکا روکی |

| ۲۰ اکتبر ۲۰۱۳ ۸ | میلان                                                 | ۱ – ۰      | اودینزه                      | میلان                                                |
| ۲۰:۴۵           | بیرسا ۲۲' · مونتولیوو '۲۵ · مونتاری '۵۲ · روبینیو '۸۱ | گزارش بازی | پینتزی '۲۰ پریرا '۵۲ آلن '۸۱ | ورزشگاه: سن سیرو تماشاگران: ۳۳٬۱۸۸ داور: مارکو گویدا |

| ۲۷ اکتبر ۲۰۱۳ ۹ | پارما                                                             | ۳ – ۲      | میلان                                                              | پارما                                                      |
| ۱۵:۰۰           | پارولو ۱۱'، ۹۰+۴', '۷۸ · کاسانو ۴۵+۱' · لوکارلی '۸۳ · گارگانو '۹۰ | گزارش بازی | بالوتلی '۳۴ · ماتری ۶۱' · سیلوستره ۶۳' · دی‌یانگ '۸۳ · زاپاتا '۹۰+۴ | ورزشگاه: انیو تاردینی تماشاگران: ۱۶٬۸۰۰ داور: پائولو والری |

| ۳۰ اکتبر ۲۰۱۳ ۱۰ | میلان                                                              | ۱ – ۱      | لاتزیو                          | میلان                                                   |
| ۲۰:۴۵            | مونتاری '۳۲ · کاکا ۵۴' · مونتولیوو '۵۷ · دی‌شیلیو '۵۸ · بالوتلی '۶۴ | گزارش بازی | رادو '۳۴ · کانا '۶۲ · سیانی ۷۲' | ورزشگاه: سن سیرو تماشاگران: ۳۰٬۲۱۲ داور: آنتونیو دوماتو |

| ۳ نوامبر ۲۰۱۳ ۱۱ | میلان       | ۰ – ۲      | فیورنتینا                                          | میلان                                                           |
| ۲۰:۴۵            | بالوتلی '۶۱ | گزارش بازی | وارگاس ۲۷' · ماتوس '۲۹ · آکوئیلانی '۵۰ · والرو ۷۳' | ورزشگاه: سن سیرو تماشاگران: ۴۴٬۲۶۱ داور: پائولو سیلویو ماتزولنی |

| ۱۰ نوامبر ۲۰۱۳ ۱۲ | کیه‌وو ورونا         | ۰ – ۰      | میلان             | ورونا                                             |
| ۱۵:۰۰             | سزار '۳۵ ریگونی '۷۶ | گزارش بازی | مونتولیوو '۴۵ '۸۳ | ورزشگاه: مارک آنتونیو بنتگودی داور: دنیله اورساتو |

| ۲۳ نوامبر ۲۰۱۳ ۱۳ | میلان                                             | ۱ – ۱      | جنوا                                                                | میلان                                                    |
| ۲۰:۴۵             | کاکا ۴' · امانوئلسون '۱۲ · زاپاتا '۱۳ · بونرا '۸۹ | گزارش بازی | جیلاردینو ۸' (پنالتی) · مانفردینی '۳۶ · بیوندینی '۶۸ · ورسالژکو '۸۹ | ورزشگاه: سن سیرو تماشاگران: ۳۴٬۸۴۸ داور: آندره‌آ گرواسونی |

| ۱ دسامبر ۲۰۱۳ ۱۴ | کاتانیا                                               | ۱ – ۳      | میلان                                                                             | کاتانیا                                      |
| ۱۲:۳۰            | کاسترو ۱۳' · پلاشیل '۵۹ · تاکسیدیس '۶۴ · بارینتوس '۷۴ | گزارش بازی | مونتولیوو ۱۹' · پولی '۲۵ · سیلوستره '۳۱ · بونرا '۵۹ · بالوتلی ۶۳' · کاکا '۸۰, ۸۱' | ورزشگاه: آنجلو ماسیمینو داور: نیکولا ریتزولی |

| ۷ دسامبر ۲۰۱۳ ۱۵ | لیورنو                                                                                 | ۲ – ۲      | میلان                                     | لیورنو                                  |
| ۱۸:۰۰            | بیاجیانتی '۹ · کودا '۲۰ · سیلیگاردی ۲۶' · امرسون '۳۰ · پائولینیو ۵۸', '۶۹ · ام‌بایه '۷۷ | گزارش بازی | بالوتلی ۷'، ۸۳' · الشعراوی '۵۲ · مکسز '۹۰ | ورزشگاه: آرماندو پیکی داور: مارکو گویدا |

| ۱۵ دسامبر ۲۰۱۳ ۱۶ | میلان                                                                          | ۲ – ۲      | آ. اس رم                                            | میلان                                                 |
| ۲۰:۴۵             | زاپاتا ۲۹' · گابریل '۵۰ · مونتولیوو '۷۳ · کاکا '۷۳ · مونتاری ۷۷' · بالوتلی '۸۳ | گزارش بازی | ده‌روسی '۱۱ · دسترو ۱۳' · استروتمن ۵۱' (پنالتی), '۸۳ | ورزشگاه: سن سیرو تماشاگران: ۳۷٬۹۸۷ داور: جان‌لوکا روکی |

| ۲۲ دسامبر ۲۰۱۳ ۱۷ | اینتر میلان                                                          | ۱ – ۰      | میلان                                                                | میلان                                         |
| ۲۰:۴۵             | گوارین '۵۹ · ژسوس '۶۷ · رولاندو '۷۱ · پالاسیو ۸۶' · کامپاینارو '۹۰+۳ | گزارش بازی | دی‌شیلیو '۲۶ · کنستانت '۴۵ · دی‌یانگ '۶۲ · بالوتلی '۸۷ · مونتاری '۹۰+۳ | ورزشگاه: سن سیرو داور: پائولو سیلویو ماتزولنی |

| ۶ ژانویه ۲۰۱۴ ۱۸ | میلان                                     | ۳ – ۰      | آتالانتا    | میلان                              |
|                  | کاکا ۳۵'، ۶۵' · کریستانته ۶۷' · ماتری '۴۸ | گزارش بازی | ریموندی '۷۹ | ورزشگاه: سن سیرو تماشاگران: ۳۴٬۱۸۷ |

| ۱۲ ژانویه ۲۰۱۴ ۱۹ | ساسولو                                                                                  | ۴ – ۳      | میلان                                                                  | مودنا                   |
|                   | براردی ۱۵'، ۲۸'، ۴۱'، ۴۷' · آنته‌ای '۳۷ · زیگلر '۴۳ · زازا '۵۹ · گاتزولا '۶۴ · پگولو '۷۹ | گزارش بازی | روبینیو ۹' · بالوتلی ۱۳' '۳۶ · بونرا '۲۹ · مونتولیوو ۸۶' · دی‌شیلیو '۸۹ | ورزشگاه: آلبرتو براگلیا |

| ۱۹ ژانویه ۲۰۱۴ ۲۰ | میلان                                               | ۱ – ۰      | هلاس ورونا   | میلان                              |
|                   | سیلوستره '۷۲ · مونتولیوو '۷۹ · بالوتلی ۸۲' (پنالتی) | گزارش بازی | مایه‌تا '۹۰+۱ | ورزشگاه: سن سیرو تماشاگران: ۳۰٬۹۵۳ |

| ۲۶ ژانویه ۲۰۱۴ ۲۱ | کالیاری                                      | ۱ – ۲      | میلان                         | کووارتو سنت النا   |
|                   | سائو ۲۸' · کونتی '۶۰ · کابررا '۸۵ · کوسو '۸۹ | گزارش بازی | بالوتلی ۸۷' '۸۷ · پاتزینی ۸۹' | ورزشگاه: ایز آرناز |

| ۲ فوریه ۲۰۱۴ ۲۲ | میلان                              | ۱ – ۱      | تورینو                                  | میلان                              |
|                 | رامی ۴۹' · پاتزینی '۷۸ · بونرا '۸۱ | گزارش بازی | ایموبیله ۱۷' · ویوس '۷۴ · ماکسیمویچ '۷۶ | ورزشگاه: سن سیرو تماشاگران: ۳۵٬۲۰۰ |

| ۸ فوریه ۲۰۱۴ ۲۳ | ناپولی                                                             | ۳ – ۱      | میلان                      | ناپل               |
|                 | گوکان اینلر ۱۱' '۳۸ · ایگواین ۵۶'، ۸۶' · جورجینیو '۶۸ · کایخون '۸۷ | گزارش بازی | تعرابت ۷' '۵۴ · آبیاتی '۲۲ | ورزشگاه: سن پائولو |

| ۱۴ فوریه ۲۰۱۴ ۲۴ | میلان                     | ۱ – ۰      | بولونیا                                | میلان                              |
|                  | زاکاردو '۸۵ · بالوتلی ۸۶' | گزارش بازی | ناتالی '۴۸ دیه‌گو پرز '۸۷ فرایبرگ '۹۰+۲ | ورزشگاه: سن سیرو تماشاگران: ۲۹٬۶۳۱ |

| ۲۳ فوریه ۲۰۱۴ ۲۵ | سمپدوریا                                                       | ۰ – ۲      | میلان                                                         | جنوا                  |
| ۱۶:۰۰            | مصطفی '۳۲ · پالومبو '۴۲ · کاستا '۶۰ · لوپز '۷۲ · گابیادینی '۷۴ | گزارش بازی | تعرابت ۱۲' · کنستانت '۲۴ · رامی ۵۸' · مونتاری '۶۳ · هوندا '۷۷ | ورزشگاه: لوئیجی فراری |

| ۲ مارس ۲۰۱۴ ۲۶ | میلان     | ۰ – ۲      | یوونتوس                                         | میلان                              |
| ۲۱:۴۵          | بونرا '۸۳ | گزارش بازی | یورنته ۴۴' · مارکیزیو '۵۸ · پیرلو '۶۴ · توس ۶۸' | ورزشگاه: سن سیرو تماشاگران: ۷۵٬۵۸۹ |

| ۹ مارس ۲۰۱۴ ۲۷ | اودینزه                  | ۱ – ۰      | میلان                            | اودینه          |
| ۱۹:۰۰          | برونو '۱۲ · دی‌ناتاله ۶۷' | گزارش بازی | مونتاری '۱۱ دی‌شیلیو '۱۸ مکسز '۵۱ | ورزشگاه: فریولی |

| ۱۶ مارس ۲۰۱۴ ۲۸ | میلان                                                                  | ۲ – ۴      | پارما                                                                                 | میلان                              |
| ۱۶:۰۰           | آبیاتی '۵ · بونرا '۳۰ · مکسز '۳۹ · رامی ۵۶' '۸۲ · بالوتلی ۷۶' (پنالتی) | گزارش بازی | کاسانو ۹' (پنالتی) ۵۱' · مارکو مارکیونی '۶۷ · اوبی '۷۵ · آمائوری ۷۸' · بیابیانی ۹۰+۵' | ورزشگاه: سن سیرو تماشاگران: ۳۹٬۲۴۹ |

| ۲۳ مارس ۲۰۱۴ ۲۹ | لاتزیو                                           | ۱ – ۱      | میلان                                      | رم                 |
|                 | پره‌آ '۲۱ · لدسما '۴۵+۱ · گونزالس ۶۱' · لولیچ ۸۰' | گزارش بازی | کونکو ۴۳' (گل‌به‌خودی) · اسین '۵۸ · پولی '۷۰ | ورزشگاه: المپیک رم |

| ۲۶ مارس ۲۰۱۴ ۳۰ | فیورنتینا                                      | ۰ – ۲      | میلان                                                                                           | فلورانس                |
|                 | آمبروزینی '۱۹ فاکوندو رونکالیا '۶۳ رودریگز '۸۹ | گزارش بازی | بالوتلی '۱۶ ۶۴' · مکسز ۲۳' '۸۷ · دی‌یانگ '۴۲ · کنستانت '۵۲ · تعرابت '۶۷ · آبیاتی '۷۰ · بونرا '۷۸ | ورزشگاه: آرتمیو فرانکی |

| ۳۰ مارس ۲۰۱۴ ۳۱ | میلان                      | ۳ – ۰      | کیه‌وو ورونا | میلان                              |
| ۱۹:۴۵ CEST      | بالوتلی ۴' · کاکا ۲۷' (۵۴) | گزارش بازی |             | ورزشگاه: سن سیرو تماشاگران: ۴۱٬۰۰۰ |

| ۶ آوریل ۲۰۱۴ ۳۲ | جنوا                 | ۱–۲        | میلان                          | جنوا                                   |
| ۲۱:۰۰ CEST      | اسکولی '۲۸آبیاتی '۷۳ | گزارش بازی | تعرابت ۲۰' هوندا ۵۶'آبیاتی '۸۸ | ورزشگاه: لوئیجی فراری تماشاگران: ۲۰۰۰۰ |

| ۱۳ آوریل ۲۰۱۴ ۳۳ | میلان                 | ۱–۰        | کاتانیا                                                     | میلان                                                   |
| ۲۰:۴۵ CEST       | مونتولیوو ۲۳'مکسز '63 | گزارش بازی | بارینتوس '۲۹رولین '۸۷رینائودو '۶۱ '۷۸پلاسیل '۶۰مونزون '۹۰+۲ | ورزشگاه: سن سیرو تماشاگران: ۴۱۰۰۰ داور: آندره‌آ دی مارکو |

| ۱۹ آوریل ۲۰۱۴ ۳۴ | میلان                                                       | ۳–۰        | لیورنو                 | میلان                                                      |
| ۱۵:۰۰ CEST       | دی‌یانگ '۲۴آباته '۳۴بالوتلی ۴۳'تعرابت ۵۱'رامی '۷۲پاتزینی ۸۳' | گزارش بازی | دونکان ۲۱'رینائودو ۳۲' | ورزشگاه: سن سیرو تماشاگران: ۳۹۰۰۰ داور: ماسیمیلیانو ایراتی |

| ۲۷ آوریل ۲۰۱۴ ۳۵ | آ. اس رم | v | میلان | رم                 |
|                  |          |   |       | ورزشگاه: المپیک رم |

| ۴ مه ۲۰۱۴ ۳۶ | میلان | v | اینتر میلان | میلان            |
|              |       |   |             | ورزشگاه: سن سیرو |

| ۱۱ مه ۲۰۱۴ ۳۷ | آتالانتا | v | میلان | برگامو                          |
|               |          |   |       | ورزشگاه: اتلتی آتزوری د'ایتالیا |

| ۱۸ مه ۲۰۱۴ ۳۸ | میلان | v | ساسولو | میلان            |
|               |       |   |        | ورزشگاه: سن سیرو |

### کوپا ایتالیا
میلان از ماه ژانویه وارد مسابقات کوپا ایتالیا شد. اولین مسابقه در برابر تیم اسپتزیا از سری بی ایتالیا بود. میلان در این مسابقه به راحتی پیروز شد و بدور بعد صعود کرد. اما در ¼ نهایی اسیر شگفتی شد و توسط اودینزه حذف شد.

#### ⅛ نهایی
| ۱۵ ژانویه ۲۰۱۴ کوپا ایتالیا | آ.ث. میلان                      | ۳ – ۱      | اسپتزیا   | میلان، ایتالیا                                        |
| ۲۰:۴۵ CEST                  | روبینیو ۲۷'پاتزینی ۳۲'هوندا ۴۷' | گزارش بازی | فراری ۹۰' | ورزشگاه: سن سیرو تماشاگران: ۱۵٬۵۸۴ داور: کارمینه روسو |

#### ¼ نهایی
| ۲۲ ژانویه ۲۰۱۴ کوپا ایتالیا | آ.ث. میلان                                                    | ۱ – ۲      | اودینزه                                                       | میلان، ایتالیا                     |
| ۲۰:۴۵ CEST                  | بالوتلی ۷'امانوئلسون '۴۰بیرسا '۵۲دی‌شیلیو '۶۵هوندا '۸۴مکسز '۸۶ | گزارش بازی | لاتزاری '۱۲هرتو '۳۵دانیلو '۷۲لوئیس موریل ۴۱' (پنالتی)لوپز ۷۷' | ورزشگاه: سن سیرو تماشاگران: ۱۰٬۲۲۷ |

### لیگ قهرمانان اروپا
میلان رقابت‌های لیگ قهرمانان را از مرحله پلی‌آف آغاز کرد. براساس قرعه‌کشی باید با نائب قهرمان فصل قبل لیگ برتر هلند، پی‌اس‌وی آیندهوون دیدار می‌کرد. در مجموع ۲ دیدار میلان با نتیجه ۴–۱ پیروز شد و راهی مرحله گروهی شد.
قرعه کشی دور گروهی لیگ قهرمانان در تاریخ ۲۹ اوت ۲۰۱۳ در شهر موناکو برگزار شد و برای چهارمین بار در ۳ سال گذشته میلان و بارسا به هم برخوردند. در نهایت بارسا به عنوان سرگروه و میلان به عنوان تیم دوم راهی مرحله حذفی شدند. در مرحله حذفی میلان با دیگر تیم اسپانیایی، اتلتیکو مادرید مصاف کرد و در مجموع با نتیجه سنگین ۵–۱ شکست خورد و از دور مسابقات کنار رفت.

#### مرحله پلی‌آف
| ۲۰ اوت ۲۰۱۳ دور رفت | پی‌اس‌وی آیندهوون         | ۱ – ۱      | آ.ث. میلان                                            | آیندهوون، هلند                            |
| ۲۰:۴۵ CEST          | ماهر '۴۵+۲ · ماتاوز ۶۰' | گزارش بازی | الشعراوی ۱۵' · بواتنگ '۳۸ · مونتاری '۶۳ · بالوتلی '۷۰ | ورزشگاه: فیلیپز داور: جونیت چاکیر (ترکیه) |

| ۲۸ اوت ۲۰۱۳ دور برگشت | آ.ث. میلان                                                   | ۳ – ۰      | پی‌اس‌وی آیندهوون                | میلان، ایتالیا                     |
| ۲۰:۴۵ CEST            | بواتنگ ۹'، ۷۷' · مونتولیوو '۴۳ · بالوتلی ۵۵', '۶۲ · پولی '۷۹ | گزارش بازی | شارس '۴۳ بروما '۵۲ ویلمز '۹۰+۱ | ورزشگاه: سن سیرو تماشاگران: ۵۱٬۵۴۸ |

#### مرحله گروهی
در این مرحله تیم‌های بارسلونا، آ.ث. میلان، آژاکس و سلتیک در گروه H قرار گرفتند. نکته جالب این گروه قرارگرفتن قهرمانان فصول گذشته لیگ قهرمانان اروپا در کنار یکدیگر بود.
میلان ۷بار، بارسا ۴ بار، آژاکس ۴بار و سلتیک ۱بار قهرمانی در لیگ قهرمانان/جام باشگاه‌های اروپا را در کارنامه خود ثبت کرده بودند. در روز پایانی میلان در ورزشگاه خانگی با آژاکس مساوی کرد و به عنوان تیم دوم راهی مرحله حذفی شد. این اتفاق در شرایطی رخ داد که آژاکس در صورت کسب پیروزی به جای میلان راهی مرحله حذفی می‌شد.
| تیم        | بازی | برد | تساوی | باخت | گل زده | گل خورده | تفاضل گل | امتیاز |
| ---------- | ---- | --- | ----- | ---- | ------ | -------- | -------- | ------ |
| بارسلونا   | 6    | 4   | 1     | 1    | 16     | 5        | +11      | 13     |
| آ.ث. میلان | 6    | 2   | 3     | 1    | 8      | 5        | +3       | 9      |
| آژاکس      | 6    | 2   | 2     | 2    | 5      | 8        | −3       | 8      |
| سلتیک      | 6    | 1   | 0     | 5    | 3      | 14       | −11      | 3      |

| ۱۸ سپتامبر ۲۰۱۳ ۱ | آ.ث. میلان                             | ۲ – ۰      | سلتیک                           | میلان، ایتالیا                                                  |
| ۲۰:۴۵ CEST        | ایزاگویره ۸۲' (گل‌به‌خودی) · مونتاری ۸۶' | گزارش بازی | آمبروز '۶۶ مالگرو '۷۵ براون '۸۵ | ورزشگاه: سن سیرو تماشاگران: ۵۴٬۶۲۳ داور: ولفگانگ اشتارک (آلمان) |

| ۱ اکتبر ۲۰۱۳ ۲ | آژاکس                        | ۱ – ۱      | آ.ث. میلان                               | آمستردام، هلند                                                      |
| ۲۰:۴۵ CEST     | دنسویل ۹۰' · فن در هوم '۹۰+۳ | گزارش بازی | کنستانت '۴۲ · بالوتلی '۶۰ ۹۰+۴' (پنالتی) | ورزشگاه: آمستردام آرنا تماشاگران: ۵۱٬۶۹۲ داور: یوناس اریکسون (سوئد) |

| ۲۲ اکتبر ۲۰۱۳ ۳ | آ.ث. میلان                               | ۱ – ۱      | بارسلونا                           | میلان، ایتالیا                                              |
| ۲۰:۴۵ CEST      | روبینیو ۹' · مونتولیوو '۴۱ · مونتاری '۷۸ | گزارش بازی | مسی ۲۳' · الکسیس '۳۳ · فابرگاس '۸۱ | ورزشگاه: سن سیرو تماشاگران: ۷۴٬۴۸۷ داور: فلیکس بریش (آلمان) |

| ۶ نوامبر ۲۰۱۳ ۴ | بارسلونا                                    | ۳ – ۱      | آ.ث. میلان                                                       | بارسلون، اسپانیا                                                |
| ۲۰:۴۵ CET       | مسی ۳۰' · بوسکتس ۴۰' · الکسیس '۶۲ · مسی ۸۳' | گزارش بازی | آباته '۲۹ · مونتاری '۳۲ · جرارد پیکه ۴۵' (گل‌به‌خودی) · دی‌یانگ '۵۶ | ورزشگاه: نیوکمپ تماشاگران: ۸۰٬۵۱۷ داور: میلوراد ماژیچ (صربستان) |

| ۲۶ نوامبر ۲۰۱۳ ۵ | سلتیک                                | ۰ – ۳      | آ.ث. میلان                          | گلاسکو، اسکاتلند                              |
| ۲۰:۴۵ CET        | کامانز '۵۷ فن دییک '۶۴ ایزاگویره '65 | گزارش بازی | کاکا ۱۳' · زاپاتا ۴۹' · بالوتلی ۶۰' | ورزشگاه: سلتیک پارک داور: جونیت چاکیر (ترکیه) |

| ۱۱ دسامبر ۲۰۱۳ ۶ | آ.ث. میلان                                                                     | ۰ – ۰      | آژاکس     | میلان، ایتالیا                                              |
| ۲۰:۴۵ CET        | ریکاردو مونتولیوو '۲۲ · بالوتلی '۷۱ · دی‌یانگ '۸۳ · دی‌شیلیو '۸۹ · مونتاری '۹۰+۵ | گزارش بازی | بلیند '۶۳ | ورزشگاه: سن سیرو تماشاگران: ۶۱٬۷۴۴ داور: هاوارد وب (انگلیس) |

#### مرحله حذفی
قرعه‌کشی این مرحله در تاریخ ۱۶ دسامبر ۲۰۱۳ انجام شد. طبق قرعه آ.ث. میلان و اتلتیکو مادرید به مصاف هم رفتند. با توجه به اینکه مادریدی‌ها در گروه G رقابت‌ها سرگروه شده بودند، در بازی رفت میهمان و در بازی برگشت میزبان میلان بودند. در بازی رفت میلان فرصت‌های خوبی در اختیار داشت و از آن‌ها استفاده نکرد تا ۱–۰ مغلوب حریف مادریدی خود شود. در بازی برگشت اتلتیکو مادرید در همان دقایق ابتدایی توسط دیگو کاستا پیش افتاد تا کار میلان سخت‌تر از قبل بشود. در ادامه کاکا بازی را به تساوی کشاند. اما این پایان کار نبود. در پایان نیمه اول آردا توران میزبان را پیش انداخت و در نیمه دوم رائول گارسیا و مجدداً دیگو کاستا گلزنی کردند تا میلان بازی را ۴–۱ و در مجموع ۵–۱ ببازد و وداع تلخی با رقابت‌ها داشته باشد.

##### یک‌هشتم پایانی
| ۱۹ فوریه ۲۰۱۴ دور رفت | آ.ث. میلان                     | ۰ – ۱      | اتلتیکو مادرید                                         | میلان، ایتالیا                     |
| ۲۰:۴۵ CET             | آباته '۴۴ بونرا '۶۱ رامی '۹۰+۱ | گزارش بازی | اینسوآ '۲۰ · سوآرز '۴۱ · کاستا '۶۹, ۸۳' · آدریان '۹۰+۳ | ورزشگاه: سن سیرو تماشاگران: ۶۵٬۸۹۰ |

| ۱۱ مارس ۲۰۱۴ دور برگشت | اتلتیکو مادرید                            | ۴ – ۱      | آ.ث. میلان                                                   | مادرید، اسپانیا         |
| ۲۰:۴۵ CET              | کاستا ۳'، ۸۵' · گارسیا '۵, ۷۱' · آردا ۴۰' | گزارش بازی | رامی '۷ · کاکا ۲۷' · بالوتلی '۴۵+۲ · بونرا '۷۰ · روبینیو '۷۴ | ورزشگاه: ویسنته کالدرون |

## نقل و انتقالات (بازار تابستانی)

### خرید
| تاریخ          | پست       | بازیکن           | سن | از                    | بها                    | یادداشت                                           |
| -------------- | --------- | ---------------- | -- | --------------------- | ---------------------- | ------------------------------------------------- |
| ۵ مه ۲۰۱۳      | دفاع      | ژرسون ورگارا     | ۱۸ | یونیورسیتاریو پوپایان | ق                      | مؤثر از ۱ ژوئیه                                   |
| ۲۴ مه ۲۰۱۳     | دفاع      | کریستین زاپاتا   | ۲۶ | ویارئال               | €6M                    | با گزینه خرید در پایان فصل                        |
| ۱۹ ژوئن ۲۰۱۳   | هافبک     | مارکو بورتولی    | ۱۸ | نوارا                 | نامشخص                 | تعیین تکلیف مالکیت مشترک                          |
| ۱۹ ژوئن ۲۰۱۳   | مهاجم     | جیاکومو به‌ره‌تا   | ۲۱ | پاویا                 | نامشخص                 | تعیین تکلیف مالکیت مشترک با جنوا                  |
| ۲۰ ژوئن ۲۰۱۳   | مهاجم     | داویده اسپتزیاله | ۱۹ | لچه                   | نامشخص                 | در مورد مالکیت مشترک تصمیم گرفته و سپس فروخته شد. |
| ۱ ژوئیه ۲۰۱۳   | هافبک     | برایان کریستانته | ۱۸ | جوانان آ. ث میلان     | ارتقا از جوانان        |                                                   |
| ۱ ژوئیه ۲۰۱۳   | هافبک     | اربی امانوئلسن   | ۲۷ | فولام                 | بازگشت از قرارداد قرضی |                                                   |
| ۱ ژوئیه ۲۰۱۳   | مهاجم     | آندره‌آ پتانیا    | ۱۸ | جوانان آ. ث میلان     | ارتقا از جوانان        |                                                   |
| ۱ ژوئیه ۲۰۱۳   | هافبک     | ریکاردو ساپونارا | ۲۱ | امپولی                | بازگشت از قرارداد قرضی |                                                   |
| ۴ ژوئیه ۲۰۱۳   | دفاع      | لوکا گیرینگلی    | ۲۱ | نوارا                 | نامشخص                 | تعیین تکلیف مالکیت مشترک                          |
| ۸ ژوئیه ۲۰۱۳   | هافبک     | آندره‌آ پولی      | ۲۳ | سمپدوریا              | €3M                    | مالکیت مشترک                                      |
| ۲۷ ژوئیه ۲۰۱۳  | دفاع      | کوین کنستانت     | ۲۶ | جنوا                  | نامشخص                 | گزینه‌ای برای خرید کامل اعمال شده                  |
| ۱ اوت ۲۰۱۳     | دفاع      | ماتیاس سیلوستره  | ۲۸ | اینتر میلان           | €1M                    | قرضی با شرط خرید                                  |
| ۱۹ اوت ۲۰۱۳    | دروازه‌بان | فردیناندو کوپولا | ۳۵ | تورینو                | آزاد                   |                                                   |
| ۳۰ اوت ۲۰۱۳    | مهاجم     | آلساندرو ماتری   | ۲۹ | یوونتوس               | €12                    |                                                   |
| ۳۱ اوت ۲۰۱۳    | هافبک     | والتر بیرسا      | ۲۷ | جنوا                  | آزاد                   | معاوضه با لوکا آنتونینی                           |
| ۲ سپتامبر ۲۰۱۳ | هافبک     | ریکاردو کاکا     | ۳۱ | رئال مادرید           | آزاد                   |                                                   |

### فروش
| تاریخ         | پست       | بازیکن            | سن | به           | بها                       | یادداشت                   |
| ------------- | --------- | ----------------- | -- | ------------ | ------------------------- | ------------------------- |
| ۱۹ ژوئن ۲۰۱۳  | هافبک     | کارلو کالوتی      | ۲۰ | هلاس ورونا   | نامشخص                    | تعیین تکلیف مالکیت مشترک  |
| ۲۰ ژوئن ۲۰۱۳  | دفاع      | مارکو بالدان      | ۱۹ | نوسرینا      | نامشخص                    | تعیین تکلیف مالکیت مشترک  |
| ۲۰ ژوئن ۲۰۱۳  | دفاع      | متئو کاراکولو     | ۱۸ | سمپدوریا     | پایان قرارداد قرضی        |                           |
| ۲۱ ژوئن ۲۰۱۳  | دفاع      | ویلفرد اوسوجی     | ۲۲ | پادوا        | عدم توافق در مالکیت مشترک |                           |
| ۲۱ ژوئن ۲۰۱۳  | دفاع      | سیمونه رومانیولی  | ۲۳ | پسکارا       | عدم توافق در مالکیت مشترک | برای کارپی بازی خواهد کرد |
| ۱ ژوئیه ۲۰۱۳  | هافبک     | آندره‌آ پورلی      | ۲۰ | نوارا        | نامشخص                    | تعیین تکلیف مالکیت مشترک  |
| ۱ ژوئیه ۲۰۱۳  | دفاع      | آندره‌آ ده ویتو    | ۲۱ | سیتادلا      | نامشخص                    | تعیین تکلیف مالکیت مشترک  |
| ۱ ژوئیه ۲۰۱۳  | مهاجم     | بویان کرکیچ       | ۲۲ | بارسلونا     | پایان قرارداد قرضی        | برای آژاکس بازی خواهد کرد |
| ۱ ژوئیه ۲۰۱۳  | دفاع      | ماریو یپس         | ۳۷ | آتالانتا     | آزاد                      |                           |
| ۱ ژوئیه ۲۰۱۳  | هافبک     | ماسیمو آمبروزینی  | ۳۶ | فیورنتینا    | آزاد                      |                           |
| ۲۹ اوت ۲۰۱۳   | هافبک     | متیو فلامینی      | ۲۹ | آرسنال       | آزاد                      |                           |
| ۴ ژوئیه ۲۰۱۳  | دفاع      | لوکا گیرینگلی     | ۲۱ | یووه استابیا | نامشخص                    |                           |
| ۵ ژوئیه ۲۰۱۳  | دفاع      | تایه تایوو        | ۲۸ | بورا اسپور   | نامشخص                    | بازگشت از قرارداد قرضی    |
| ۶ ژوئیه ۲۰۱۳  | دروازه‌بان | لازار پتکوویچ     | ۱۸ | پارما        | آزاد                      |                           |
| ۱۱ ژوئیه ۲۰۱۳ | هافبک     | پیرلوویجی باستونه | ۱۸ | سود تیرول    | نامشخص                    |                           |
| ۱۴ ژوئیه ۲۰۱۳ | مهاجم     | فیلیپ پروسنیک     | ۲۰ | آزاد         | آزاد                      |                           |
| ۱۴ ژوئیه ۲۰۱۳ | مهاجم     | جیان‌مارکو دی فئو  | ۱۹ | لانچانو      | آزاد                      |                           |
| ۱۴ ژوئیه ۲۰۱۳ | دفاع      | ریکاردو فریرا     | ۲۰ | اولهاننسه    | نامشخص                    | بازگشت از قرارداد قرضی    |
| ۱۷ ژوئیه ۲۰۱۳ | مهاجم     | داویده اسپتزیاله  | ۱۹ | هلاس ورونا   | نامشخص                    | برای پاویا بازی خواهد کرد |
| ۱۸ ژوئیه ۲۰۱۳ | مهاجم     | اوروش پالیبرک     | ۱۹ | تری‌گلاو      | آزاد                      | بازگشت از قرارداد قرضی    |
| ۱۹ ژوئیه ۲۰۱۳ | دفاع      | فدریکو دال کمپاره | ۱۹ | کاستی‌لیونه   | آزاد                      | بازگشت از قرارداد قرضی    |
| ۲۷ ژوئیه ۲۰۱۳ | هافبک     | رادنی استراسر     | ۲۳ | جنوا         | نامشخص                    | بازگشت از قرارداد قرضی    |
| ۲ اوت ۲۰۱۳    | هافبک     | آدریا کارمونا     | ۲۱ | خیرونا       | نامشخص                    | بازگشت از قرارداد قرضی    |
| ۳۰ اوت ۲۰۱۳   | هافبک     | کوین پرینس بواتنگ | ۲۶ | شالکه        | €12M                      |                           |
| ۳۱ اوت ۲۰۱۳   | دفاع      | لوکا آنتونینی     | ۳۱ | جنوا         | آزاد                      | جابجایی با والتر بیرسا    |